# Ricanula stigmatica
Ricanula stigmatica är en insektsart som först beskrevs av Stsl 1869.  Ricanula stigmatica ingår i släktet Ricanula och familjen Ricaniidae. Inga underarter finns listade i Catalogue of Life.